# Wolna treść

Logotyp wolnych dóbr kultury

Wolna treść, wolne informacje – dowolnego rodzaju dzieło twórcze spełniające cechy wolnego dobra kultury.

## Definicja
Wolnym dobrem kultury (wolną treścią) jest, zgodnie z definicją wolnych dóbr kultury, dzieło, nieobjęte istotnymi ograniczeniami prawnymi wobec wolności:
- wykorzystywania utworu i czerpania korzyści z jego używania
- poznawania utworu i stosowania nabytej w ten sposób wiedzy
- tworzenia i rozpowszechniania kopii informacji lub utworu
- wprowadzania zmian i poprawek, i rozpowszechniania utworów pochodnych[1][2].

Chociaż w codziennym użytkowaniu istnieje wiele definicji, wolne treści pod względem prawnym są bardzo podobne, jeśli nie identyczne, do otwartych treści. Analogicznie alternatywne pojęcia wolnego i otwartego oprogramowania różnią się kwestiami raczej filozoficznymi niż prawnymi.
Na przykład Open Knowledge Foundation w Open Definition opisuje „otwartość” jako synonim „wolności” używanej w nazwie „wolnych dóbr kultury” (jak w przypadku definicji otwartego źródła i definicji wolnego oprogramowania). Dla wolnych lub otwartych treści oba ruchy polecają te same trzy licencje Creative Commons, w CC BY, CC BY-SA i СС0.

## Kwestie prawne

### Copyright
Copyright (por. wszelkie prawa zastrzeżone) to prawna koncepcja, która daje autorowi możliwość kontroli korzystania z jego dzieła. W wielu krajach kontrola ta jest ograniczona czasowo, a po upływie określonego terminu utwór wchodzi do domeny publicznej. W czasie obowiązywania pełni praw autorskich korzystanie z utworu może mieć miejsce jedynie za zgodą autora, chyba że mieści się w granicach dozwolonego użytku. Tradycyjna kontrola autorska ogranicza korzystanie z utworu do tych, którzy albo płacą autorowi za korzystanie z treści, albo działają w granicach dozwolonego użytku. Po drugie, system ten ogranicza korzystanie z treści, których autora trudno odnaleźć. Po trzecie, buduje ona bariery między autorami, ograniczając twórczość pochodną, między innymi mash-upy i współtwórczość.

### Domena publiczna
Domena publiczna to zbiór prac twórczych, których majątkowe prawa autorskie wygasły lub nie istniały; a także zbiór tworów, które nie są przedmiotem prawa autorskiego. Każdy może modyfikować, rozpowszechniać lub w inny sposób korzystać z utworów, bez majątkowych skutków autorskoprawnych. Utwór znajdujący się w domenie publicznej lub będący przedmiotem wolnej licencji może być określany jako copycenter.

### Copyleft
Copyleft to gra słowna, nazwa praktyki stosowania norm prawa autorskiego w celu usunięcia ograniczeń rozpowszechniania kopii i zmodyfikowanych wersji dzieła. W przeciwieństwie do dzieł w domenie publicznej, autor zachowuje prawa autorskie do utworu, jednak udziela każdemu niewyłącznej licencji na rozpowszechnianie i często także modyfikowanie utworu. Licencje copyleft wymagają, aby wszelkie utwory pochodne były rozpowszechniane na tych samych warunkach, co utwór pierwotny. Symbol powszechnie powiązany z copyleftem to odwrócony znak ochrony praw autorskich. W odróżnieniu od symbolu copyright, symbol copyleft nie jest określony przez prawo.

## Wykorzystanie

### Media
W mediach, do których zalicza się teksty, przekaz audio i wideo, wolne licencje, w tym niektóre licencje Creative Commons, dozwalają na rozprzestrzenianie utworów pod pewnymi jasno określonymi warunkami. Nie wszystkie licencje Creative Commons są wolne: różnią się znacznie pod względem dozwolonego zakresu eksploatacji. W lutym 2008 wolne licencje CC zostały zatwierdzone jako „odpowiednie dla wolnych dóbr kultury”. Istnieją repozytoria, które zbierają wyłącznie wolne treści (zdjęcia, cliparty, muzykę) i literaturę.

### Oprogramowanie
Modele rozwoju otwartego oprogramowania zawierają procesy eksperckiej recenzji i dają korzyści wynikające ze współpracy, podobnie jak w przypadku klasycznych modeli prowadzenia badań naukowych. Mają także struktury społeczne, w których, w wyniku tego modelu motywacyjnego, zmniejszają się koszty produkcji.
Jeżeli zainteresowanie składnikiem oprogramowania jest wystarczająco duże, wykorzystywanie technologii peer-to-peer może zmniejszyć koszty dystrybucji oprogramowania, zdejmując ciężar utrzymania infrastruktury z deweloperów. Ponieważ oprogramowanie jest jednocześnie dostarczane przez konsumentów, modele dystrybucji są mierzalne, to znaczy metoda da się zastosować niezależnie od liczby konsumentów. W niektórych przypadkach dostawcy wolnego oprogramowania mogą używać technologii peer-to-peer jako sposobu dystrybucji.

### Inżynieria i technologia
Zasady wolnej treści zostały wdrożone na przykład w inżynierii, gdzie wiedza może być łatwo rozpowszechniana w celu zmniejszenia kosztów związanych z rozwojem projektów. Zasady otwartego designu mogą być stosowane w, między innymi, telefonii mobilnej, rękodziele, przemyśle motoryzacyjnym, a nawet rolnictwa.

### Nauka
Większość prac naukowych nie jest darmowa, choć odsetek prac otwarcie dostępnych gwałtownie rośnie. Autorzy mogą traktować otwarty dostęp do publikacji jako sposób na poszerzenie publiczności w celu zwiększenia wpływu publikacji, mogą też wspierać otwarty dostęp z pobudek ideologicznych. Wydawcy otwartego dostępu, między innymi Public Library of Science i Biomed Central, zapewniają infrastrukturę recenzji i publikowania otwartych tekstów naukowych. Otwarte modele publikacji są bardziej popularne w dziedzinie nauk ścisłych niż humanistycznych. Niektóre uniwersytety, na przykład Massachusetts Institute of Technology, wprowadziły politykę wspierania otwartego dostępu poprzez wprowadzenie otwartych mandatów. W tradycyjnych czasopismach bywają stosowane alternatywne metody, do których należy opóźnienie publikacji na otwartych zasadach lub obciążanie badaczy kosztami publikowania prac w otwartym dostępie. Niektóre instytucje finansowe, przykładowo National Institutes of Health, stawiają wymóg grantowy, by prace naukowe były publikowane w domenie publicznej. Korzystanie z otwartej treści jest metodą redukcji kosztów zbierania informacji, jako że szkoły wyższe zwykle płacą za dostęp do tradycyjnych publikacji.
Prenumerata czasopism o nie-wolnej treści może być kosztowna dla uczelni, podczas gdy tworzenie publikacji i recenzja nie odbywa się na koszt wydawców. To doprowadziło do sporów między wydawcami i niektórymi uniwersytetami o koszty prenumeraty, np. University of California vs. the Nature Publishing Group.
Niektóre uniwersytety, na przykład MIT, dostarczają na potrzeby dydaktyczne wolno dostępne materiały edukacyjne (skrypty, nagrania, przewodniki). Taka treść za pomocą Internetu jest udostępniana szerokiej publiczności. Jej publikacja może odbywać się na podstawie decyzji obowiązującej na całej uczelni albo podejmowanej przez pojedyncze jednostki organizacyjne czy naukowców.